# 눈목자행마
눈목자행마는 기착점에서 눈목자가 되는 곳에 두는 행마로, 속도감이 있고 능률적이기는 하지만 돌과 돌사이의 연결이 견실하지 못한 약점이 있다.